# English Electric Thunderbird
English Electric Thunderbird là một loại tên lửa đất đối không của Anh, trang bị cho Lục quân Anh. Nó là tên lửa đánh chặn ở độ cao lớn, cự ly đánh chặn xấp xỉ 30 dặm (48 km). Trong khi pháo phòng không vẫn được sử dụng để đánh chặn mục tiêu ở độ cao thấp. Thunderbird đi vào hoạt động năm 1959 và trải qua một đợt nâng cấp lớn giữa vòng đời lên Thunderbird 2 vào năm 1966, trước khi bị loại bỏ dần vào năm 1977. Những tên lửa Thunderbird cũ cũng được Không quân Hoàng gia Ả Rập Xê Út trang bị sau năm 1967.
Thunderbird có hiệu suất tương tự như các tên lửa bán cơ động khác như tổ hợp tên lửa bán tự hành MIM-23 Hawk của Mỹ và tổ hợp tên lửa tự hành 2K11 Krug của Liên Xô mặc dù chúng được trang bị sớm hơn. Sau khi nâng cấp giữa vòng đời, được dùng chung một số thành phần của tên lửa Bristol Bloodhound của Không quân Hoàng gia Anh, Thunderbird có hệ thống dẫn đường bán chủ động bằng radar sóng liên tục, có khả năng chống nhiễu và đánh lừa radar, đồng thời có thể theo dõi mục tiêu ngay cả ở độ cao rất thấp.
Thunderbird là tên lửa phòng không hạng nặng duy nhất của Lục quân. Khi các tên lửa phòng không hạng nặng chuyên đánh chặn ở độ cao lớn như Thunderbird ra đời, thì việc thực hiện không kích ở độ cao trung bình hoặc lớn tỏ ra không hiệu quả, và là một hành động tự sát, do đó kỹ thuật bay bám địa hình ra đời, máy bay bay ở độ cao rất thấp, từ đó đòi hỏi loại tên lửa phòng không hạng nhẹ, tầm gần, có độ phản ứng cao. Do đó vai trò của Thunderbird đã được chuyển sang cho hệ thống tên lửa Rapier nhỏ gọn hơn nhiều.

## Các nước sử dụng

### Former
Anh Quốc
Lục quân Anh
 Phần Lan
Lục quân Phần Lan
 Ả Rập Xê Út
Royal Saudi Air Force - mua 37 tên lửa Thunderbird I đã qua sử dụng năm 1967

### Đàm phán
Các cuộc đàm phán mua bán cũng được tiến hành với Libya và Zambia.

## Đặc tính kỹ thuật
- Chiều dài: 6.35 m
- Đường kính: 0.527 m
- Sải cánh: 1.63 m
- Đầu đạn: đầu đạn phân mảnh dạng thanh liên tục-Continuous HE rod
- Tốc độ: Mach 2.7
- Tầm bắn: 75 km